# Heteromeringia pristilepsis
Heteromeringia pristilepsis är en tvåvingeart som beskrevs av Mitsuhiro Sasakawa 1966. Heteromeringia pristilepsis ingår i släktet Heteromeringia och familjen träflugor. Inga underarter finns listade i Catalogue of Life.